# Việt Nam năm 2025
Năm 2025 có nhiều sự kiện trọng đại diễn ra tại Việt Nam. Về mặt chính trị, đây là thời gian tổ chức Đại hội Đại biểu Đảng bộ các cấp nhiệm kỳ nhiệm kỳ 2020–2025 diễn ra vào năm 2025 để bầu cử nhiệm kỳ 2025-2030 tiến tới Đại hội Đảng Cộng sản Việt Nam lần thứ XIV vào năm 2026. Về mặt tổ chức quản lý, kết quả của cuộc cải cách thể chế Việt Nam 2024–2025 làm thu gọn bộ máy chính quyền, đợt sáp nhập tỉnh, thành Việt Nam 2025 làm biến động về địa giới hành chính. Các lễ kỷ niệm trọng đại trong dịp năm chẵn này là hoạt động Kỷ niệm 50 năm thống nhất Việt Nam với Lễ Diễu binh kỷ niệm kỷ niệm 50 năm Ngày giải phóng miền Nam, thống nhất đất nước vào ngày 30 tháng 4 năm 2025 tại Thành phố Hồ Chí Minh, tiếp đến là hoạt động Kỷ niệm 80 năm Quốc khánh Việt Nam. Sự kiện văn hóa có Đại lễ Vesak lần thứ 20 được tổ chức tại Thành phố Hồ Chí Minh. Những sự kiện hệ trọng này làm nổi bật chủ đề năm 2025 về sự khởi đầu "Kỷ nguyên vươn mình của dân tộc". 

## Lãnh đạo đương nhiệm
| Ảnh | Vị trí            | Tên             |
| --- | ----------------- | --------------- |
|     | Tổng bí thư       | Tô Lâm          |
|     | Chủ tịch nước     | Lương Cường     |
|     | Thủ tướng         | Phạm Minh Chính |
|     | Chủ tịch Quốc hội | Trần Thanh Mẫn  |

## Sự kiện

### Diễn ra trong năm
- Cải cách hành chính Việt Nam 2024–2025
- Sáp nhập tỉnh, thành Việt Nam 2025 (Danh sách đơn vị hành chính Việt Nam trong đợt cải cách thể chế 2024–2025)
- Kỷ niệm 50 năm thống nhất Việt Nam (từ đầu năm đến hết ngày 30 tháng 4 năm 2025)
- Tìm kiếm nạn nhân trong vụ lật tàu Vịnh Xanh 58 (từ ngày 19 đến hết ngày 26 tháng 7 năm 2025)
- Giải bóng đá Vô địch Quốc gia 2024–25
- Giải bóng đá Hạng Nhất Quốc gia 2024–25
- Giải bóng đá Cúp Quốc gia 2024–25
- Giải bóng đá Vô địch Quốc gia 2025–26
- Giải bóng đá Hạng Nhất Quốc gia 2025–26
- Giải bóng đá Cúp Quốc gia 2025–26

### Tháng 1
- 1 – 16 tháng 1: Chính thức dừng hoạt động 17 kênh truyền hình gồm Quốc hội, các kênh VTC, VOVTV, Nhân Dân và Thông tấn để chuyển toàn bộ chức năng và nhiệm vụ của các kênh có liên quan đến Đài Truyền hình Việt Nam.[2]
- 1 tháng 1:
  - Thành phố Huế chính thức trở thành thành phố trực thuộc trung ương thứ sáu của Việt Nam.[3]
  - Nghị định 168/2024/NĐ–CP về quy định xử phạt hành chính đối với hành vi vi phạm luật giao thông bắt đầu có hiệu lực.[4] Nghị định đã gây ra tranh cãi xã hội dữ dội bởi mức phạt được cho là quá nặng nề, hà khắc và là nguyên nhân gây nên đợt ùn tắc giao thông trên diện rộng tại các thành phố lớn, đặc biệt là tại Thành phố Hồ Chí Minh.
- 5 tháng 1: Đội tuyển bóng đá quốc gia Việt Nam đã giành chức vô địch Giải vô địch bóng đá ASEAN 2024 sau khi giành chiến thắng trong cả hai lượt trận chung kết của giải đấu.[5]
- 15 tháng 1: Đài Phát thanh – Truyền hình Bình Dương chính thức dừng phát sóng kênh BTV5.[6]
- 28 tháng 1: Chương trình Rực rỡ Thăng Long 2025 chào mừng Tết Nguyên Đán Ất Tỵ 2025 (diễn ra vào đêm giao thừa 29 Tết).
- 29 tháng 1: Tết Nguyên Đán Ất Tỵ 2025. Năm 2025, công chức, viên chức, người lao động được nghỉ Tết Nguyên Đán 5 ngày (từ ngày 28 tháng Chạp năm Giáp Thìn đến ngày mùng 3 tháng Giêng năm Ất Tỵ).

### Tháng 2
- 8 tháng 2: Một xe khách ở Phú Yên bị lật khiến 3 người chết và 27 người bị thương.[7]
- 14 tháng 2: Bộ Chính trị yêu cầu nghiên cứu bỏ cấp huyện, sáp nhập một số đơn vị hành chính cấp tỉnh.[8]
- 18 tháng 2: Kỳ họp bất thường lần thứ 9 của Quốc hội khóa XV, thông qua:
  - Tái lập Bộ Dân tộc và Tôn giáo trên cơ sở xắp xếp lại chức năng, nhiệm vụ của các cơ quan hữu quan.
  - Thành lập Bộ Nông nghiệp và Môi trường trên cơ sở hợp nhất Bộ Nông nghiệp và Phát triển nông thôn và Bộ Tài nguyên và Môi trường.
- 21 tháng 2: Một tai nạn giữa xe khách và xe tải ở Sơn La làm 6 người chết và 8 người bị thương.[9]
- 28 tháng 2: Bộ Chính trị ra chủ trương miễn học phí cho học sinh từ mầm non đến hết trung học phổ thông công lập trên toàn quốc từ năm học 2025–2026.[10]

### Tháng 3
- 3 tháng 3: Quân đội Việt Nam tổ chức Lễ ra quân huấn luyện năm 2025.[11]
- 17 tháng 3: Một vụ tự sát diễn ra tại Vạn Hạnh Mall ở Thành phố Hồ Chí Minh, kéo theo các vụ tự sát bắt chước sau đó.[12]
- 28 tháng 3: Một trận động đất mạnh 7,7 độ richter có tâm chấn tại Myanmar đã gây ảnh hưởng đến 400 căn hộ ở Thành phố Hồ Chí Minh và gián tiếp khiến một người chết vì hoảng loạn.[13]

### Tháng 4
- 3 – 30 tháng 4: Cuộc đua xe đạp tranh Cúp truyền hình Thành phố Hồ Chí Minh 2025.
- 3 tháng 4: Thị trường chứng khoán Việt Nam đổ sập trong phiên giao dịch đầu tiên, sau thông tin Việt Nam chịu mức thuế đối ứng 46% của Hoa Kỳ cùng với sự kiện sụp đổ thị trường chứng khoán năm 2025 trên thế giới.[14]
- 4 tháng 4:
  - Tổng Bí thư Tô Lâm đề xuất mức thuế 0% đối với hàng hóa nhập khẩu từ Hoa Kỳ trong cuộc điện đàm với Tổng thống Donald Trump, đáp lại chính sách của ông Trump về thuế đối ứng đối với Việt Nam.[15]
  - Khởi tố, bắt tạm giam Phạm Quang Linh (Quang Linh Vlog) và Nguyễn Thị Thái Hằng (Hằng Du Mục) trong vụ án sản xuất sản phẩm kẹo rau củ Kera có dấu hiệu lừa dối người tiêu dùng.[16] Hoa hậu Nguyễn Thúc Thùy Tiên bị cấm xuất cảnh để điều tra.[17]
  - Việt Nam tổ chức Quốc tang cho cố Tổng Bí thư Lào Khamtay Siphandone.
  - Công chiếu bộ phim Địa đạo: Mặt trời trong bóng tối, đạt doanh thu kỷ lục cho một bộ phim lịch sử.
- 7 tháng 4: Kỷ niệm Giỗ Tổ Hùng Vương (mùng 10 tháng 3 âm lịch).
- 14 – 15 tháng 4: Chuyến thăm cấp Nhà nước đến Việt Nam của Tổng Bí thư, Chủ tịch Trung Quốc Tập Cận Bình.
- 22 tháng 4: Tòa án nhân dân quận Hoàn Kiếm, Hà Nội tuyên án phạt tổ đội đua xe gồm 24 đối tượng gây tai nạn thảm khốc khiến một người phụ nữ tử vong tại ngã tư Trần Hưng Đạo – Bà Triệu (Hà Nội) vào rạng sáng ngày 3 tháng 11 năm 2024.[18]
- 28 tháng 4: Vụ tai nạn giao thông vào tháng 9 năm 2024 khiến nữ sinh 14 tuổi tử vong ở Vĩnh Long đã dẫn đến bi kịch khi cha cô bắn vào tài xế rồi tự sát.[19]
- 30 tháng 4:
  - Kỷ niệm 50 năm sự kiện 30 tháng 4 (Ngày Giải phóng miền Nam, thống nhất đất nước).
  - Lễ diễu binh, diễu hành kỷ niệm 50 năm Ngày Giải phóng miền Nam, thống nhất đất nước diễn ra trọng thể tại khu trung tâm Thành phố Hồ Chí Minh.[20]
  - Xảy ra sự cố trình diễn drone tại Thành phố Hồ Chí Minh, bắt đầu từ 20:30 đến 20:45.[21]

### Tháng 5
- 4 tháng 5: Chuyến thăm cấp Nhà nước của Tổng thống Sri Lanka Anura Kumara Dissanayaka, tới tham dự Đại lễ Phật đản Liên Hợp Quốc (Vesak).
- 6 – 8 tháng 5: Đại lễ Vesak lần thứ 20 được tổ chức tại chùa Thanh Tâm ở huyện Bình Chánh, Thành phố Hồ Chí Minh.
- 9 tháng 5: Đoàn chiến sĩ Việt Nam gồm 86 quân nhân tham gia duyệt binh tại Quảng trường Đỏ nhằm kỷ niệm 80 năm Ngày Chiến thắng Chiến tranh vệ quốc ở Liên bang Nga.[22] Tổng Bí thư Tô Lâm dẫn đầu phái đoàn Việt Nam dự Lễ duyệt binh Ngày Chiến thắng Moskva năm 2025.
- 11 tháng 5: Xảy ra sụt lún đường dẫn cầu Hòa Bình ở xã Hòa Hội, huyện Châu Thành, Tây Ninh khiến 5 người bị thương và 3 phương tiện bị hư hỏng.[23]
- 19 tháng 5:
  - Ngành y tế khuyến cáo người dân đeo khẩu trang khi đến nơi công cộng. Từ đầu năm, Việt Nam ghi nhận 148 ca COVID-19 tại 27 tỉnh thành, không có ca tử vong.[24]
  - Cơ quan Cảnh sát Điều tra ra quyết định khởi tố và bắt tạm giam hoa hậu Thùy Tiên để điều tra về cáo buộc lừa dối khách hàng liên quan đến vụ án sản xuất kẹo rau củ Kera.[25]
- 20 tháng 5: Nguyên Chủ tịch nước Cộng hòa xã hội chủ nghĩa Việt Nam Trần Đức Lương từ trần tại nhà riêng.
- 23 tháng 5: Cục Viễn thông yêu cầu các doanh nghiệp dịch vụ viễn thông ngăn chặn hoạt động của Telegram tại Việt Nam trước tình trạng ứng dụng ngày càng bị lạm dụng cho các hoạt động vi phạm pháp luật.[26][27]
- 24 – 25 tháng 5: Quốc tang Trần Đức Lương.[28]
- 24 tháng 5: Thành phố Hồ Chí Minh lần đầu phát hiện biến chủng mới NB.1.8.1 của COVID-19.[29]
- 26 – 27 tháng 5: Vietnam Gameverse 2025 tổ chức tại Thành phố Hồ Chí Minh.[30]
- 30 tháng 5: Thành phố Hồ Chí Minh ghi nhận 79 ca COVID-19 trong tuần, trong đó hai trường hợp tử vong mắc kèm nhiều bệnh nền nghiêm trọng.[31]

### Tháng 6
- 3 tháng 6: Ủy ban Thường vụ Quốc hội thông qua Pháp lệnh Dân số sửa đổi, trong đó bãi bỏ quy định mỗi cặp vợ chồng chỉ được sinh một hoặc hai con.[32]
- 7 – 14 tháng 6: Giải bóng chuyền nữ AVC Nations Cup 2025 được tổ chức tại Hà Nội, đội tuyển bóng chuyền nữ Việt Nam đã giành chức vô địch giải đấu.
- 11 – 14 tháng 6: 11 người chết vì mưa lớn kéo dài ở miền Trung do ảnh hưởng của bão Wutip.[33]
- 12 tháng 6: Nghị quyết số 202/2025/QH15 của Quốc hội về việc sắp xếp đơn vị hành chính cấp tỉnh được ban hành. Sau sắp xếp, Việt Nam có 34 đơn vị hành chính cấp tỉnh, bao gồm 28 tỉnh và 6 thành phố trực thuộc trung ương.[34]
- 16 tháng 6: Quốc hội thông qua nghị quyết sửa Hiến pháp, chính thức bỏ cấp huyện.[35]
- 21 tháng 6: Chung kết Hoa hậu Hoàn vũ Việt Nam 2025 tổ chức tại Khánh Hòa, Nguyễn Hoàng Phương Linh đã giành chiến thắng trong cuộc thi này.
- 27 tháng 6: Chung kết Hoa hậu Việt Nam 2024 tổ chức tại Huế, Hà Trúc Linh đã giành chiến thắng trong cuộc thi này.
- 28 tháng 6 – 5 tháng 7: Giải bóng chuyền nữ quốc tế VTV Cup 2025 tổ chức tại Vĩnh Phúc, đội Korabelka đã giành chức vô địch giải đấu.
- 28 tháng 6:
  - Chung kết Hoa hậu Trái Đất Việt Nam 2025 tổ chức tại Hải Phòng, Ngô Thị Trâm Anh đã giành chiến thắng trong cuộc thi này.[36]
  - Chung kết Hoa hậu biển Việt Nam toàn cầu 2025 tổ chức tại Quảng Ninh, Nguyễn Hoài Phương Anh đã giành chiến thắng trong cuộc thi này.[36]

### Tháng 7
- 2 tháng 7: Tổng thống Hoa Kỳ Donald Trump tuyên bố đạt thỏa thuận thương mại với Việt Nam về việc áp mức thuế 20% đối với hàng hóa từ Việt Nam, trong khi các sản phẩm từ Hoa Kỳ không phải chịu thuế.[37]
- 7 – 15 tháng 7: Giải bóng đá Công an, Cảnh sát các nước ASEAN mở rộng 2025 tổ chức tại Hà Nội và Hưng Yên, đội tuyển bóng đá Công an nhân dân Việt Nam 2 đã giành chức vô địch giải đấu.[38]
- 19 tháng 7:
  - Nguyễn Xuân Phúc, Võ Văn Thưởng, Vương Đình Huệ bị cách toàn bộ chức vụ trong Đảng.[39]
  - Tàu Vịnh Xanh 58 bị lật ở Vịnh Hạ Long, Quảng Ninh do giông lốc khiến 39 người thiệt mạng.
- 22 tháng 7: Bão Wipha đổ bộ vào miền Bắc khiến một người chết ở Nghệ An và nhiều người mất tích.[40][41]
- 28 tháng 7: Tỉnh Quảng Ninh phối hợp với Ban Trị sự Giáo hội Phật giáo Việt Nam tỉnh Quảng Ninh tổ chức Lễ cầu siêu tưởng niệm 39 nạn nhân thiệt mạng trong vụ tai nạn lật tàu trên vịnh Hạ Long tại Cảng tàu khách Quốc tế Hạ Long.[42]
- 29 tháng 7: Đội tuyển bóng đá U-23 quốc gia Việt Nam giành chức vô địch Giải vô địch bóng đá U-23 ASEAN 2025 sau khi chiến thắng ở trận chung kết, trở thành đội bóng đá nam đầu tiên ba lần liên tiếp đăng quang tại một giải vô địch của khu vực Đông Nam Á.[43]

### Tháng 8
- 6 – 19 tháng 8: Giải vô địch bóng đá nữ ASEAN 2025 tổ chức tại Phú Thọ và Hải Phòng, đội tuyển bóng đá nữ quốc gia Úc đã giành chức vô địch giải đấu.
- 9 tháng 8: Siêu cúp Bóng đá Quốc gia 2025 tổ chức tại Ninh Bình, câu lạc bộ bóng đá Công an Hà Nội đã giành chức vô địch.

## Sự kiện dự kiến và đã lên kế hoạch
- Chung kết Hoa hậu Hoà bình Việt Nam 2025.
- Chung kết Miss Universe Vietnam 2025.
- 2 tháng 9: Lễ diễu binh, diễu hành nhân kỷ niệm 80 năm Cách mạng Tháng Tám và Quốc khánh 2 tháng 9.
- 22 tháng 11: Chung kết Hoa hậu Thế giới Việt Nam 2025.
- Chung kết Hoa hậu Hoàn vũ Quốc tế 2025.

## Mất

### Tháng 1

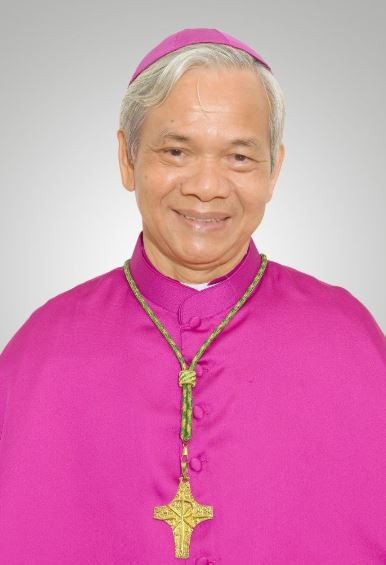
Giuse Trần Xuân Tiếu
(1944 – 2025)

- 7 tháng 1: Giuse Trần Xuân Tiếu, giám mục[44]
- 19 tháng 1: Thúy Hà, ca sĩ
- 24 tháng 1: Nguyễn Quốc Triệu, nhà chính trị
- 28 tháng 1: Lê Thành Khôi, nhà sử học[45]

### Tháng 2
- 12 tháng 2: Nguyễn Minh Quang, Bộ trưởng Bộ Tài nguyên và Môi trường[46]
- 25 tháng 2: Dương Kỳ Anh, nhà thơ, nhà văn[47]

### Tháng 3
- 5 tháng 3: Khuất Quang Thụy, nhà văn[48]
- 6 tháng 3: Quý Bình, diễn viên, ca sĩ[49]
- 13 tháng 3:
  - Nguyễn Thụy Kha, nhà thơ, nhạc sĩ[50]
  - Nguyễn Xuân Mậu, quân nhân[51]
- 29 tháng 3: Lư Nhất Vũ, nhạc sĩ, tác giả "Bài ca đất phương Nam"

### Tháng 4

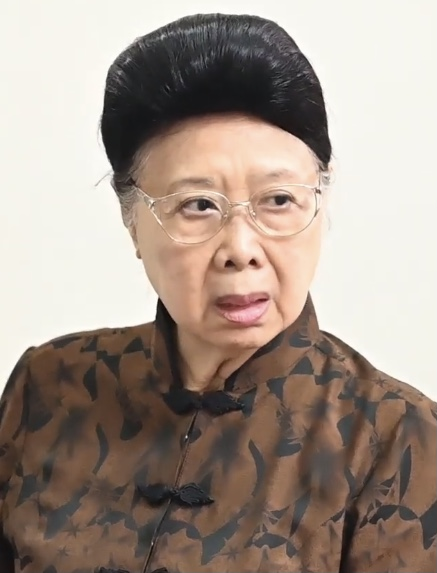
Phan Lương Cầm
(1943 – 2025)

- 1 tháng 4: Phêrô Phan Khắc Từ, linh mục[52]
- 9 tháng 4: Phan Lương Cầm, nhà khoa học, phu nhân Thủ tướng Võ Văn Kiệt

### Tháng 5

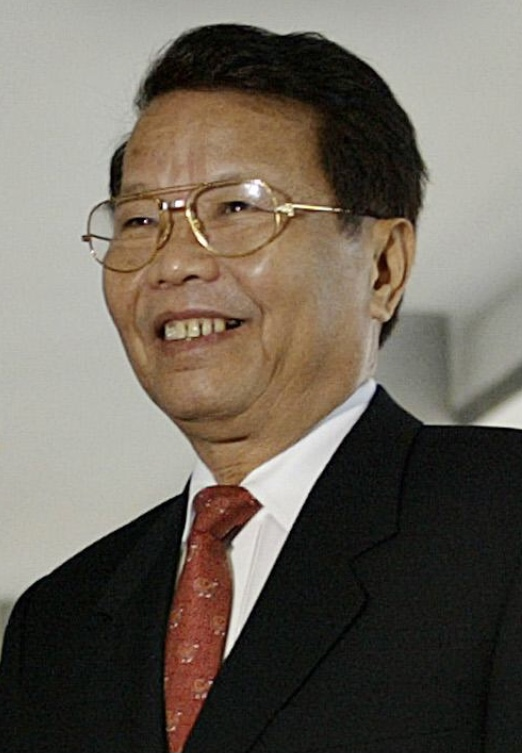
Trần Đức Lương
(1937 – 2025)

- 2 tháng 5: Hữu Ngọc, nhà nghiên cứu văn hóa[53]
- 3 tháng 5: Trương Hoàng Xuân, nhạc sĩ, tác giả "Bạc trắng lửa hồng"[54]
- 6 tháng 5:
  - Đặng Lương Mô, nhà khoa học[55]
  - Nguyễn Lân Cường, nhà khảo cổ học, nhà giáo[56]
- 9 tháng 5: Nguyễn Hùng Lân, họa sĩ, tác giả của bộ truyện tranh Dũng sĩ Hesman[57]
- 10 tháng 5: PGS.TS Phạm Văn Tình, chuyên gia ngôn ngữ học[58]
- 11 tháng 5: PGS.TS Bùi Hiền, nhà nghiên cứu ngôn ngữ, người đề xuất cải tiến chữ Quốc ngữ[59]
- 14 tháng 5: Đoàn Viết Hoạt, nhà báo, nhân vật bất đồng chính kiến
- 20 tháng 5: Trần Đức Lương, Chủ tịch nước (1997–2006)[60]

### Tháng 6

Phêrô Nguyễn Kim Long
(1941 – 2025)

- 2 tháng 6: Lê Văn Tiết, tuyển thủ bóng bàn[61]
- 11 tháng 6: Huỳnh Đắc Hương, quân nhân[62]
- 17 tháng 6: Phêrô Nguyễn Kim Long, linh mục, nhạc sĩ[63]

### Tháng 7
- 13 tháng 7: Kiều Nga, ca sĩ[64]
- 31 tháng 7: Hoàng Nam Tiến, thành viên Hội đồng sáng lập Tập đoàn FPT, Phó Chủ tịch Hội đồng trường Đại học FPT[65]

### Tháng 8
- 4 tháng 8:
  - Trần Đình Thịnh, trọng tài bóng đá chuyên nghiệp[66]
  - Lôrensô Chu Văn Minh, giám mục[67]